# 뱅가드 (영화)
《뱅가드》(急先锋, Vanguard)는 중국에서 제작된 당계례 감독의 2020년 액션 영화이다. 성룡 등이 주연으로 출연하였다. 이 영화는 원래 중국에서 2020년 1월 25일 개봉할 예정이었으나 코로나19 팬더믹으로 인해 연기되었으며, 2020년 9월 30일 개봉하였다.
두바이, 아랍에미리트, 타이완에서 촬영되었다.

## 출연

### 주연
- 성룡 - 탄환팅 역
- 양양 - 레이전위 역

### 조연
- 서약함 (Ruohan Xu, 쉬뤄한) - 파리다 역
- 무치미야 - 미야 역
- 애륜 (Allen Ai) - 추카이쉬안 역
- 주정팅- 콘도르 역